# 발한동
발한동(發翰洞)은 대한민국 강원특별자치도 동해시의 행정동이다.

## 개요
발한동은 원래 청주 한씨가 개척했다고 하여 동네 이름을 발한이라 했는데 그 후 한씨 후손들이 마을 이름에 성을 사용한다는 것은 좋은 일이 못된다고 해서 한(韓)자를 한(翰)자로 고쳐 발한이라고 하였다고 한다.
1980년 4월 1일 동해시 승격으로 발한동사무소가 개소되었다. 이때 명주군 묵호읍 발한 1, 4, 7, 8리가 발한동으로 편입되었다. 승격후 행정구역 개편으로 옛 발한 1, 2, 7, 8, 21를 합쳐 발한동이라 칭했다.

## 법정동
- 발한동(發翰洞)

## 교육
- 동호초등학교
- 묵호초등학교
- 동해중학교
- 하랑중학교
- 묵호중학교
- 동해상업고등학교